# Liam Adcock
Liam Adcock (21 giugno 1996) è un lunghista australiano.

## Biografia
Partecipa in rappresentanza dell'Australia alle Universiadi di Taipei 2017, dove però non supera i gruppi di qualificazione del salto in lungo. Nel 2023, dopo essere diventato per la prima volta campione australiano, prende parte ai campionati mondiali di Budapest, ma anche in questo caso si ferma alle fasi di qualificazione.
Nel 2024 conquista la medaglia d'oro ai campionati oceaniani di Suva dove, con la misura di 8,05 m, fa registrare il record della manifestazione nel salto in lungo. L'anno successivo sale sul terzo gradino del podio ai mondiali indoor di Nanchino.

## Progressione

### Salto in lungo
| Stagione | Misura | Luogo             | Data      | Rank. Mond. |
| -------- | ------ | ----------------- | --------- | ----------- |
| 2024     | 8,06 m | La Chaux-de-Fonds | 14-7-2024 |             |
| 2023     | 8,15 m | Gold Coast        | 19-4-2023 | 29º         |
| 2022     | 7,87 m | Copenaghen        | 16-6-2022 | 129º        |
| 2019     | 7,20 m | Brisbane          | 7-3-2019  | 1529º       |
| 2018     | 7,81 m | Gold Coast        | 18-2-2018 | 173º        |
| 2017     | 7,90 m | Brisbane          | 25-2-2017 | 108º        |
| 2016     | 7,24 m | Brisbane          | 27-2-2016 | 1210º       |
| 2015     | 6,86 m | Brisbane          | 7-3-2015  | –           |
| 2014     | 6,69 m | Sydney            | 15-3-2014 | –           |
| 2013     | 6,64 m | Brisbane          | 24-2-2013 | –           |

## Palmarès
| Anno | Manifestazione       | Sede     | Evento         | Risultato | Prestazione | Note                  |
| ---- | -------------------- | -------- | -------------- | --------- | ----------- | --------------------- |
| 2017 | Universiadi          | Taipei   | Salto in lungo | 20º (q)   | 7,45 m      |                       |
| 2023 | Mondiali             | Budapest | Salto in lungo | 14º (q)   | 7,99 m      |                       |
| 2024 | Campionati oceaniani | Suva     | Salto in lungo | Oro       | 8,05 m      | Record dei campionati |
| 2024 | Giochi olimpici      | Parigi   | Salto in lungo | 27º (q)   | 7,56 m      |                       |
| 2025 | Mondiali indoor      | Nanchino | Salto in lungo | Bronzo    | 8,28 m      |                       |

## Campionati nazionali
- 1 volta campione australiano assoluto del salto in lungo (2023)

2013
- 8º ai campionati australiani under 18, salto in lungo - 6,40 m
- 5º ai campionati australiani under 18, salto triplo - 13,16 m

2014
- 10º ai campionati australiani juniores, salto in lungo - 6,69 m

2016
- 16º ai campionati australiani assoluti, salto in lungo - 7,13 m

2017
- Argento ai campionati australiani assoluti, salto in lungo - 7,84 m

2018
- Argento ai campionati australiani assoluti, salto in lungo - 7,81 m

2022
- 5º ai campionati australiani assoluti, salto in lungo - 7,60 m

2023
- Oro ai campionati australiani assoluti, salto in lungo - 8,06 m

2024
- Argento ai campionati australiani assoluti, salto in lungo - 8,03 m